# 大板桥站
大板桥站是一个位于中华人民共和国云南省昆明市官渡区大板桥街道昆明长水国际机场高速公路以北绿化带外侧，紧临大板桥镇，属于昆明地铁6号线的地铁车站。大板桥站是6号线1期工程的站点之一，于2011年8月开工建设，2012年6月28日6号线开通运营，但本站暂不办客。6号线在此站设大板桥车辆段。2017年8月29日，本站随停运改造完成后的6号线一同开通运营。

## 站点设计
大板桥站为高架站，利用折叠的结构杆件处理吊顶，形成钻石形状镶嵌在屋顶，并在钻石状的装饰上点缀翠绿色，由此产生丰富的光影效果，使整个建筑形似一座抽象的绿荫板桥。

## 车站楼层
| 地上三层 站台层 |                             | █ 6号线往塘子巷（东部汽车站）                      |
| 地上三层 站台层 | 岛式站台，左侧開门          |                                                    |
| 地上三层 站台层 | █ 6号线往机场中心（机场前） |                                                    |
| 地上二层 站厅层 | 站厅                        | 票务服务、自动售票机、一卡通充值、安检、进出站闸机 |
| 地面层          | 街道                        | A-B出入口                                          |

## 出口
本站设有2个出口：
|                       | 编号     | 地点                                         | 建议前往的目的地 | 照片 |
| 出口 · A · 升降机标志 | 机场高速 | 云南滇中新区管委会、云南滇中新区服务政务中心 |                  |      |
| 出口 · B              | 复兴段   | 李其社区文化沟通协会                         |                  |      |
| 註： 設有             |          |                                              |                  |      |